# Бесьник (Горлицький повіт)
Бесьник (пол. Bieśnik) — село в Польщі, у гміні Лужна Горлицького повіту Малопольського воєводства.
Населення — 380 осіб (2011).
У 1975-1998 роках село належало до Новосондецького воєводства.

## Демографія
Демографічна структура станом на 31 березня 2011 року:
|          | Загалом | Допрацездатний вік | Працездатний вік | Постпрацездатний вік |
| -------- | ------- | ------------------ | ---------------- | -------------------- |
| Чоловіки | 190     | 48                 | 119              | 23                   |
| Жінки    | 190     | 48                 | 100              | 42                   |
| Разом    | 380     | 96                 | 219              | 65                   |